# Кеклик чорноголовий
Кеклик чорноголовий (Alectoris melanocephala) — вид куроподібних птахів родини фазанових (Phasianidae).

## Поширення
Вид поширений на півдні Саудівської Аравії, у Ємені та західній частині Оману. Мешкає на трав'янистих схилах та кам'янистих ґрунтах з достатньою кількістю рослинного покриву від рівня моря до висоти близько 1400 метрів над рівнем моря.

## Опис
Птахи завдовжки до 41 см. Самці трохи більші за самиць, важать до 750 г проти 522 г у самиць. Голова чорна з білим горлом і широкою смугою над очима; дзьоб і контур очей яскраво-червоні. Шия світло-коричнева, а тіло, крила і хвіст синьо-сірого кольору.

## Спосіб життя
Харчується насінням, іншим рослинним матеріалом, таким як середземноморська трава та сухоцвіт, і дрібними безхребетними. Сезон розмноження починається в березні, і самиця відкладає від п'яти до восьми яєць. Пташенята вилуплюються через 25 днів.

## Підвиди
- Alectoris melanocephala guichardi Meinertzhagen, 1951 — схід Ємену
- Alectoris melanocephala melanocephala (Ruppell, 1835) — решта території